# Simala
Simala (sardinski: Simàba) je grad i općina (comune) u pokrajini Oristanu u regiji Sardiniji, Italija. Nalazi se na nadmorskoj visini od 155 metara i ima 326 stanovnika.
 Prostire se na 13,38 km². Gustoća naseljenosti je 24 st/km².
Susjedne općine su: Baressa, Curcuris, Gonnoscodina, Gonnosnò, Masullas i Pompu.